# Altica
Altica är ett släkte av skalbaggar som beskrevs av Müller 1764. Altica ingår i familjen bladbaggar.

## Bildgalleri

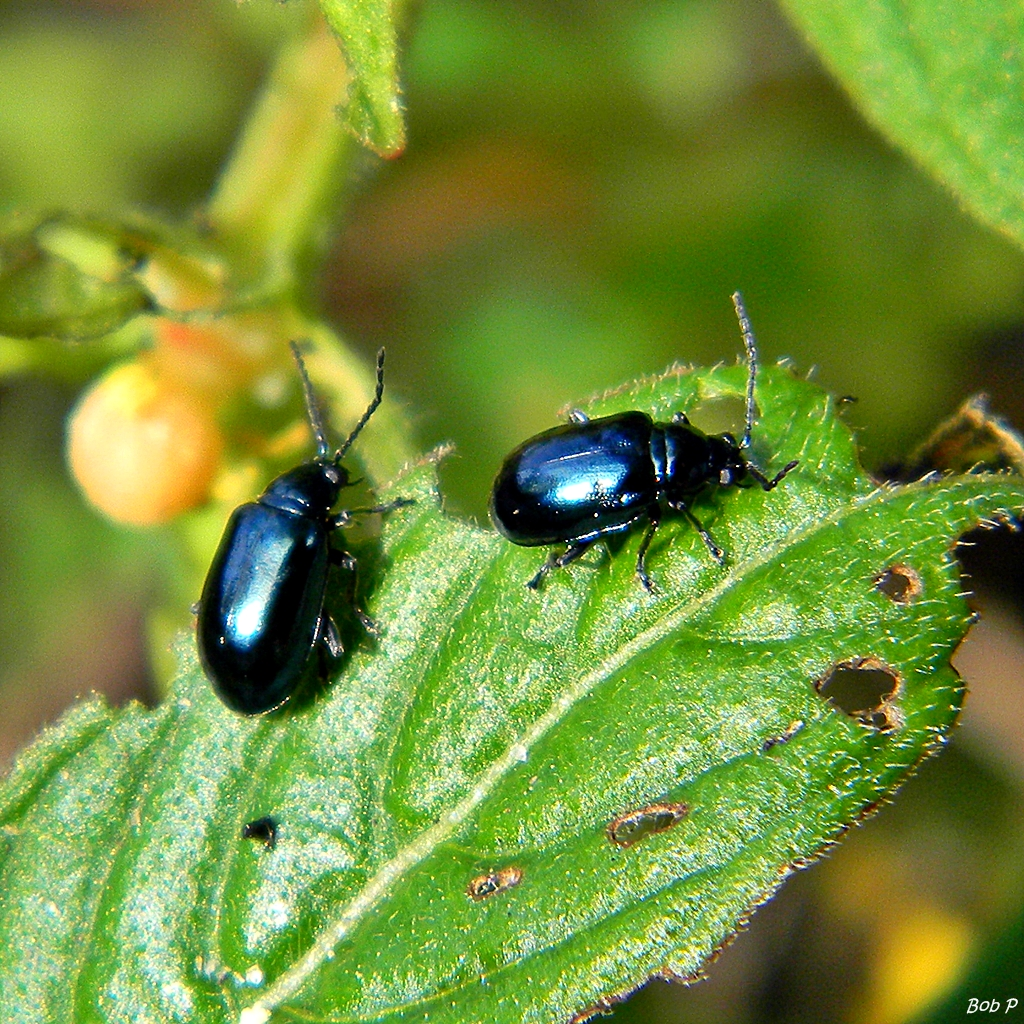
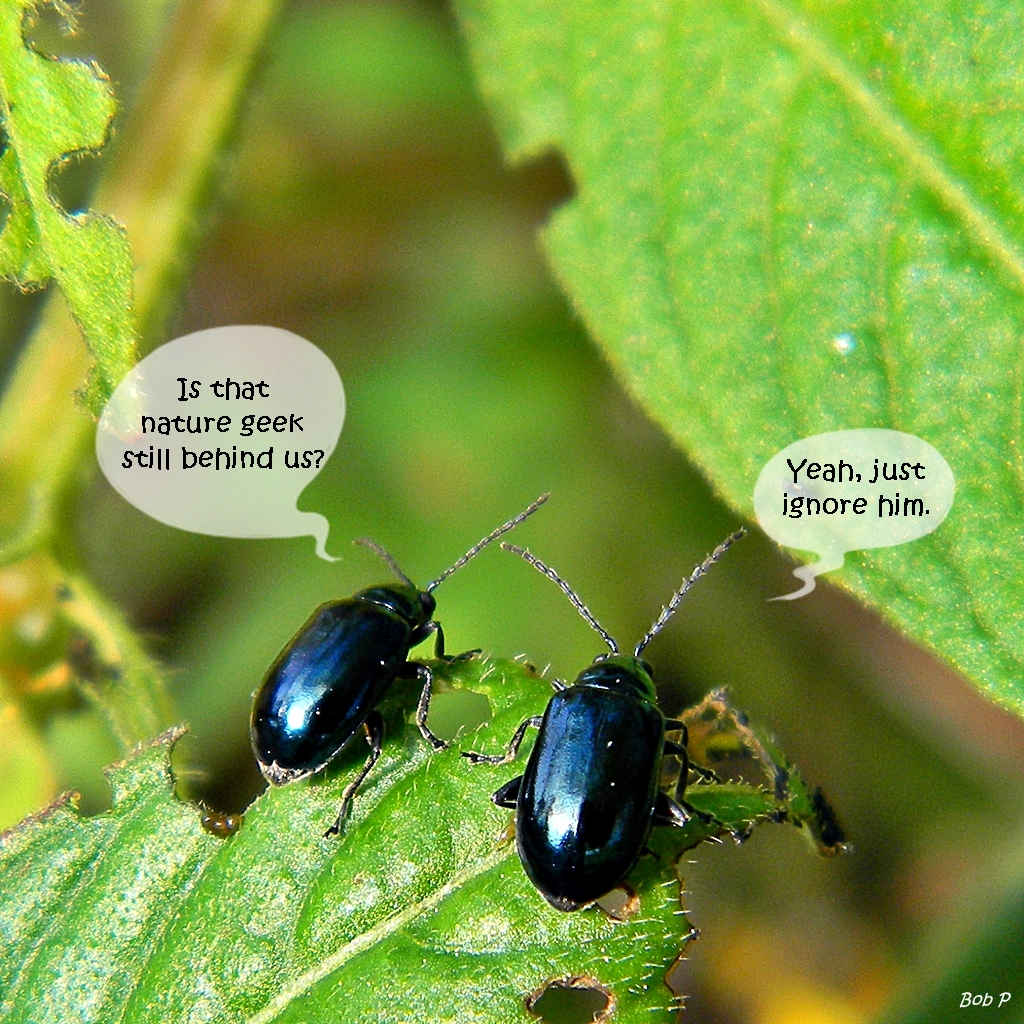
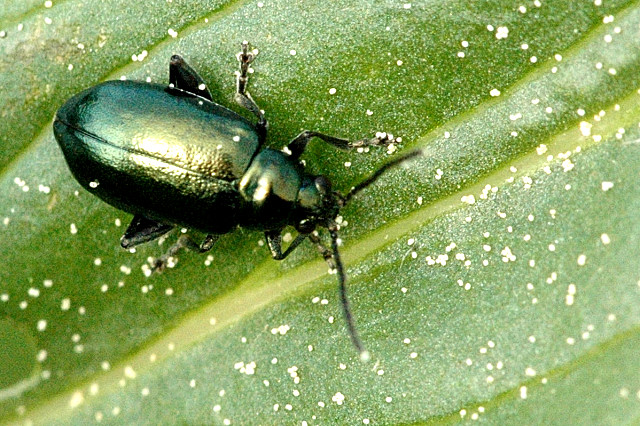
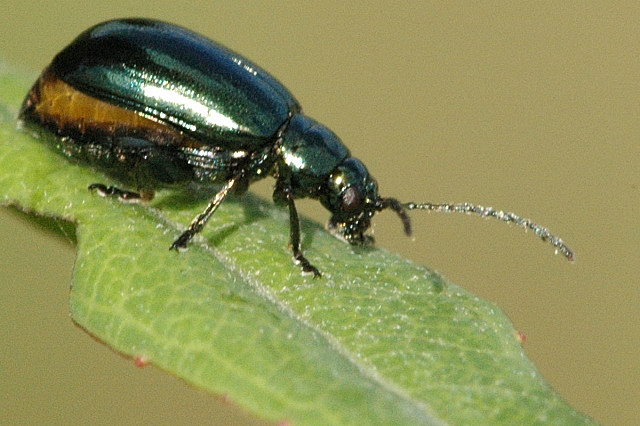
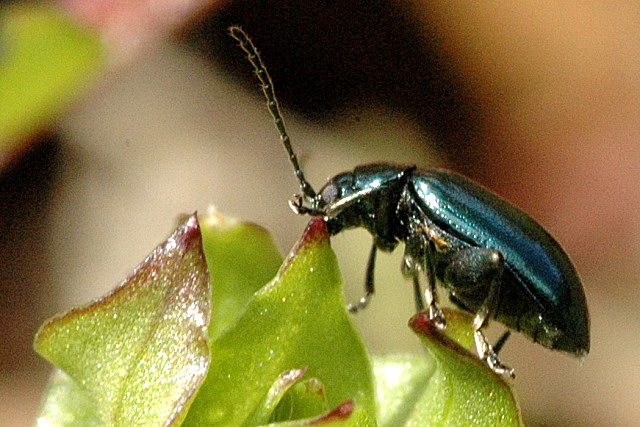
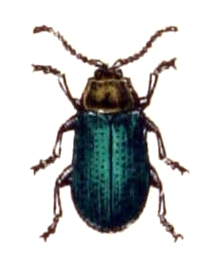

## Dottertaxa tillAltica, i alfabetisk ordning[1][2]
- Altica aeneola
- Altica aenescens
- Altica aeruginosa
- Altica ambiens
- Altica amoena
- Altica ampelophaga
- Altica betulae
- Altica bimarginata
- Altica blanchardi
- Altica brevicollis
- Altica brisleyi
- Altica browni
- Altica californica
- Altica canadensis
- Altica carduorum
- Altica carinata
- Altica carinthiaca
- Altica caurina
- Altica chalybea
- Altica chamaenerii
- Altica convicta
- Altica corni
- Altica cuprascens
- Altica cupreola
- Altica deserticola
- Altica elongatula
- Altica engstromi
- Altica floridana
- Altica foliaceae
- Altica fuscoaenea
- Altica gloriosa
- Altica guatemalensis
- Altica helianthemi
- Altica heucherae
- Altica humboldtensis
- Altica ignita
- Altica impressicollis
- Altica inaerata
- Altica kalmiae
- Altica knabii
- Altica lazulina
- Altica liebecki
- Altica litigata
- Altica longicollis
- Altica lythri
- Altica marevagans
- Altica nancyae
- Altica napensis
- Altica nigrina
- Altica obliterata
- Altica obolina
- Altica oleracea
- Altica olivieriana
- Altica opacifrons
- Altica opulenta
- Altica oregonensis
- Altica ovulata
- Altica palustris
- Altica prasina
- Altica pretiosa
- Altica probata
- Altica purpurea
- Altica quercetorum
- Altica ribis
- Altica rosae
- Altica schwarzi
- Altica subcostata
- Altica subopaca
- Altica subplicata
- Altica suspecta
- Altica sylvia
- Altica tamaricis
- Altica testacea
- Altica texana
- Altica tincta
- Altica tombacina
- Altica torquata
- Altica ulmi
- Altica vaccinia
- Altica vialis
- Altica viatica
- Altica vicaria
- Altica vitiosa
- Altica woodsi